# Same Old Song and Dance
«Same Old Song and Dance» es una canción de la banda de Hard rock estadounidense Aerosmith. La canción fue escrita por el cantante Steven Tyler y el guitarrista Joe Perry. Fue lanzada en 1974 en el segundo álbum de la banda Get Your Wings Aunque no apareció en el Billboard Hot 100, se ha mantenido en la mayoría de las estaciones de radio de rock y en la lista de canciones de la banda para las presentaciones en vivo.

## Estructura de la canción
La canción fue hecha sobre la base de un riff que a Joe Perry se le ocurrió mientras estaba sentado en su amplificador. A Steven Tyler rápidamente se le ocurrió la letra. La letra de la canción es cantada en sincronía con el riff principal de la canción. Además, la canción es conocida por su ritmo alegre y los duelos de guitarra entre Joe Perry y Brad Whitford, mezclados con el sonido de un saxofón.

## En vivo
La canción ha permanecido como un favorito de los fanáticos y un elemento básico en shows en vivo de la banda. La banda a menudo prolonga la canción en concierto, dando por resultado una duración mayor a dos minutos de su tiempo original. Esta prolongación del instrumental al final de una canción se utiliza como un escaparate para el bajista Tom Hamilton. Steven Tyler es también conocido por hacer su técnica de canto "scat" durante estas prolongaciones.

## En otros álbumes
"Same Old Song and Dance ha aparecido en numerosas compilaciones como Aerosmith Greatest Hits (1980) (donde la canción es remasterizada, 52 segundos de la canción se han eliminado y la primera línea de uno de los versos se cambia de "Got you with your cocaine..." a "Shady-looking looser..."), Pandora's Box (1991), O Yeah! Ultimate Aerosmith Hits (2002) y 
Greatest Hits 1973-1988 (2004). La canción también se puede encontrar en los discos en vivo Classics Live II (1987), A Little South of Sanity (1998) y Rockin' the Joint(2005), así como en el DVD en vivo You Gotta Move (2004). También se hace referencia en la canción de Twisted Sister "What you Don't Know" de su álbum Under the Blade.